# 菲利浦·克勞瑟

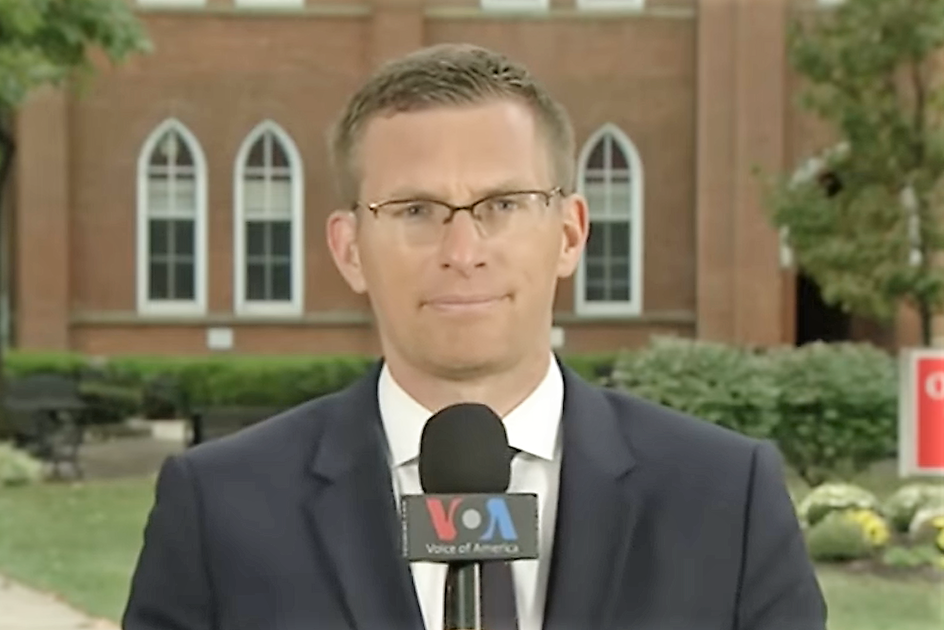
菲利浦·克勞瑟

菲利浦·克勞瑟（Philip Crowther），英国-德国-卢森堡籍记者，以能流利使用多种语言进行新闻报道而知名。 他可以流利地讲法語、西班牙語、葡萄牙語、德語和盧森堡語。他是美聯社国际附属记者，白宮記者協會成員。

## 早年生活與教育
克勞瑟出生於盧森堡，他的父親是英國人，母親是德國人。他的父母分別對他說英語和德語。他在盧森堡接受教育，因此他可以流利地像该国其他人一样流利地使用法語、德語、英語和盧森堡語四种语言。在14歲時，因對西班牙足球感興趣，他開始學習西班牙語。高中毕业后的空檔年，他前往巴塞隆納，在那里學習了一些加泰羅尼亞語。他在倫敦國王學院上大學時學習了葡萄牙語。

## 職業生涯
2006年，他是烏拉圭報紙《国家报》的體育記者。隨後，在2007-2008年間，他在倫敦藝術大學攻讀廣播記者研究生學位。自2008年至2011年他在巴黎担任法兰西24的记者。
從2011年6月開始，他居住在華府，並作為一名突發新聞記者經常前往不同的國家與地區。
2018年，他加入美聯社的全球媒體服務部門，成為國際事務記者。他可以用六種語言進行直播。
2021年5月25日，佛洛伊德死亡一週年紀念日，他在直播中遭遇槍擊事件，但他在事件中並未受傷。
2022年2月，他在基輔使用六種語言播報俄烏衝突新聞，隨後走紅，他的推特帳號因此增加了七萬多名追蹤者。

## 獲獎
2021年 美國外國記者協會 專業優秀獎

## 個人生活
他的父母居住在盧森堡，姐姐居於德國。他有一個女兒。他在2019年才取得卢森堡国籍，当时他的父亲，一位英国公民，在英國脫歐前加入盧森堡籍。